# Frances Sally Day

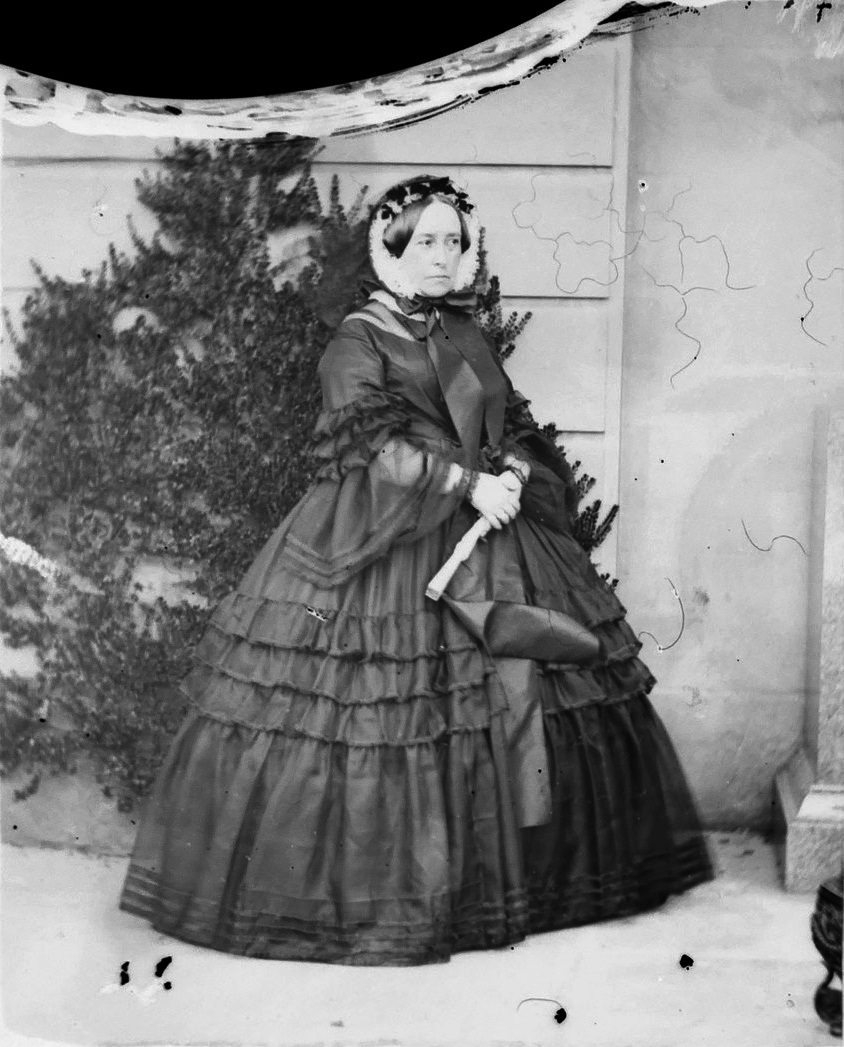

Frances Sally Day, född 1816, död 1892, var en brittisk målare och fotograf. Hon tillhörde från 1853 de första kvinnliga yrkesfotograferna i Storbritannien, och blev 1859 den första kvinna som anlitats som hovfotograf.
Hennes fotografier av den brittiska kungafamiljen, särskilt drottning Viktoria och prins Albert, var berömda på sin tid. Hon var även miniatyrmålare, och hennes verk ställdes regelbundet ut Royal Academy of Arts årliga utställningar 1838–1858, under tjugo års tid.